# Aprionus
Aprionus is een muggengeslacht uit de familie van de galmuggen (Cecidomyiidae).

## Soorten
- A. abiskoensis Jaschhof, 1996
- A. accipitris Jaschhof, 1997
- A. acutus Edwards, 1938
- A. angeloides Jaschhof, 1997
- A. asemus Pritchard, 1947
- A. barbatus Mamaev, 1963
- A. betulae Jaschhof, 1996
- A. bidentatus (Kieffer, 1894)
- A. bifidus Mamaev, 1963
- A. bispinosus Edwards, 1938
- A. brachypterus Edwards, 1938
- A. cariflavidus Jaschhof, 1998
- A. carinatus Jaschhof, 1996
- A. caucasicus Mamaev & Jaschhof, 1997
- A. complicatus Mamaev, 1996
- A. confusus Mamaev, 1969
- A. corniculatus Mamaev, 1963
- A. cornutus Berest, 1986
- A. denticulus Berest, 1986
- A. dentifer Mamaev, 1965
- A. dispar Mamaev, 1963
- A. dissectus Mamaev & Berest, 1990
- A. ensiferus Jaschhof, 1996
- A. flavidus (Winnertz, 1870)
- A. halteratus (Zetterstedt, 1852)
- A. inquisitor Mamaev, 1963
- A. insignis Mamaev, 1963
- A. laevis Mohrig, 1967
- A. lapponicus Jaschhof & Mamaev, 1997
- A. latens Mamaev & Berest, 1990

- A. longicollis Mamaev, 1963
- A. longipennis (Felt, 1908)
- A. longisetus Mohrig, 1967
- A. miki Kieffer, 1895
- A. monticola (Felt, 1920)
- A. onychophorus Berest, 1991
- A. paludosus Jaschhof & Mamaev, 1997
- A. piceae Jaschhof, 1997
- A. pinicorticis (Felt, 1908)
- A. pommeranicus Jaschhof & Mamaev, 1997
- A. pratincolus Jaschhof & Meyer, 1995
- A. pseudispar Jaschhof, 1997
- A. separatus Mamaev & Jaschhof, 1997
- A. similis Mamaev, 1963
- A. spiniger (Kieffer, 1894)
- A. subacutus Jaschhof, 1997
- A. svecicus Jaschhof, 1996
- A. terrestris Mamaev, 1963
- A. tiliamcorticis Mamaev, 1963
- A. ungulatus Jaschhof, 1997
- A. wildeni Jaschhof, 1997